# Condado de New Madrid
O Condado de New Madrid é um dos 114 condados do estado americano de Missouri. A sede do condado é New Madrid, e sua maior cidade é New Madrid. O condado possui uma área de 1808 km² (dos quais 52 km² estão cobertos por água), uma população de 16434 habitantes, e uma densidade populacional de 9 hab/km² (segundo o censo nacional de 2020). O condado foi fundado em 1812.